# Skærbæk (Tønder Kommune)
 For alternative betydninger, se Skærbæk. (Se også artikler, som begynder med Skærbæk)
Skærbæk (tysk: Scherrebek) er en stationsby i Sønderjylland med 3.227 indbyggere  (2024), beliggende 24 km nordøst for Havneby på Rømø, 24 km vest for Toftlund, 22 km syd for Ribe og 26 km nord for Tønder. Byen hører til Tønder Kommune og ligger i Region Syddanmark. I 1970-2006 var Skærbæk kommunesæde i Skærbæk Kommune.
Skærbæk hører til Skærbæk Sogn. Skærbæk Kirke ligger i byen.

## Faciliteter
- Skærbækcentret fra 1997 er både byens idrætscenter og et feriecenter med feriehuse, svømmehal, bowling, fitnesscenter, sportshaller, restaurant Staffeli, legeland, café, kunstnerhus og kursusfaciliteter, omgivet af et grønt område med fodboldbaner, friluftsscene og flere lukkede stisystemer.[2]
- Skærbæks gamle skole i Skolegade fik i 2021 en afløser i det grønne område ved Skærbækcentret. Skærbæk Distriktsskole har 540 elever, fordelt på 2-3 spor i almenklasserne og et specialtilbud med 25 elever. Der er 85 ansatte på skolen. Skoledistriktet går fra Rømø i vest til Gånsager i øst og fra Rejsby i nord til Døstrup og Drengsted i syd.[3]
- Regnbuen er en kommunal daginstitution, normeret til 47 børn i børnehaven og 20 børn i vuggestuen. Institutionen ligger nær ved den nye distriktsskole og bruger Skærbækcentrets boldrum, hal og svømmehal.[4]
- Spiren, der tidligere hed Melbo, blev i 1994 børnehave med plads til 40 børn. I 2006 fusionerede den med Skærbæk Børnehave og byggede til. Så blev den normeret til 66 børn, og nu er den normeret til 89 børn.[5]
- Skærbæk speedwaybane er en minibane på 210 m, anlagt i 1975.[6] Desuden har byen en gokartbane.[7]
- Plejecenter Mosbølparken har 42 1-rums boliger, der er bygget i 2002 og ombygget i 2012.[8]
- I 2014 blev Skærbæk Kommunes tidligere rådhus ombygget til sundhedshus, der bl.a. rummer lægepraksisser, jordemoder, hjemmepleje og genoptræning.[9]
- Byen har 4 supermarkeder, grillbar, pizzeria, bageri, apotek, tandlæger, dyreklinik og bibliotek.

## Historie
I bydelen Melby ligger Melby Kro fra 1651 og Melbyhus fra 1688.

### 1800-tallet
I første halvdel af 1800-tallet udviklede der sig en omfattende kniplingsvirksomhed i byen. I 1840 var 11% af byens indbyggere kniplersker. Samme andel var beskæftiget ved landbrug, 39% ved håndværk og 14% ved handel og service.
Efter 1864 udviklede byens håndværkere sig, således blev snedkere til møbelfabrikanter og en skrædder blev manufakturhandler. Medvirkende til byens udvikling var oprettelse af Spare- og Laanekassen for Skjærbæk og Omegn i 1860.
Skærbæk fik station på Marskbanen, som i 1887 blev åbnet fra Bredstedt over den dansk-tyske grænse ved Hviding til Ribe.

### Skærbæk Væveskole
Fra 1896 til 1905 havde Skærbæk en væveskole, som blev kendt under byens datidige tyske navn Scherrebeker Kunstwebschule. Den blev grundlagt af Skærbækpræsten Johannes Jacobsen. Under tysk ledelse skulle skolen ikke blot undervise danske kvinder i billedvæveri, men i første linje i det tyske sprog.
Skolen voksede dog ud over disse trange nationalistiske mål, da dets grundlægger og leder af Hamborgs Museum for Kunst og Væv, juristen Justus Brinckmann, kunne vinde kunstnere som Otto Eckmann, Walter Leistikow, Heinrich Vogeler og Hans Christiansen som medarbejdere for skolen i Skærbæk.
De vævede vægtæpper, som blev produceret her, genspejlede ikke blot jugendstilen; de var med til at præge den. Efter en kort blomstringsperiode gik væveskolen i 1905 konkurs på grund af interne uenigheder. Den største samling af Skærbæk vævekunst findes på Flensborgs museum på Museumsberg.

### Stationsbyen
Sparekassen fik i 1890 en konkurrent, Creditbank Scherrebeck. Denne finansierede væveskolen, et teglværk, et karpedambrug samt et badehotel på Rømø, der foranledigede oprettelse af en ruteforbindelse fra Skærbæk til vestkysten og herfra færgeforbindelse til Rømø. Den nye bank havde imidlertid gabt over for meget og gik konkurs i 1903. Banken måtte i de følgende år gentagne gange rekonstrueres frem til 1919, da dens underskud endeligt var afviklet.
Omkring en fjerdedel af byens indbyggere var beskæftiget med handel og service. En forklaring på handelens stærke stilling kan være, at Skærbæk lå omtrent midtvejs mellem Ribe og Tønder og således havde et ret stort opland, men Ribe kunne først blive en konkurrent efter Genforeningen.
På det lave målebordsblad efter 1920 ses både kroer og hoteller samt apotek og slagteri.

### Jernbaneknudepunkt
Skærbæk blev jernbaneknudepunkt i 1911, da byen foruden statsbanestationen fik endestation på Haderslev Amts Jernbaners strækning Arnum-Skærbæk. Arnum var et knudepunkt, hvorfra der var to forbindelser til Haderslev: over Gram og Toftlund. Amtsbanestrækningen til Arnum blev nedlagt i 1937, hvorefter Skærbæk kun blev betjent af Bramming-Tønder-banen.

### Æ Museum
I 1985 åbnede Skærbækegnens Museum i en tidligere købmandsgård, som Skærbæk Kommune i 1984 havde erhvervet for at stille den til rådighed for museumsdrift. Efter sammenlægning med Museum Sønderjylland i 2008 blev Skærbækegnens Museum nedlagt i 2016, og stort set hele museets samling, herunder de berømte Skærbæk-tæpper fra væveskolen, blev flyttet til andre museer. Museumsbygningen ejes af Tønder Kommune og anvendes bl.a. af Historisk Forening til lokalhistorisk arkiv, møder og udstillinger.

### Folketal
| 1921 | 1925  | 1930  | 1935  | 1940  | 1945  | 1950  | 1955  | 1960  | 1965  |
| ---- | ----- | ----- | ----- | ----- | ----- | ----- | ----- | ----- | ----- |
| 652  | 1.372 | 1.384 | 1.322 | 1.553 | 1.666 | 1.746 | 1.816 | 1.989 | 2.155 |

I 1930 var fordelingen efter næringsveje: 43 levede af landbrug, 574 af håndværk og industri, 191 af handel, 150 af transport, 90 af immateriel virksomhed, 152 af husgerning, 142 var ude af erhverv og 42 havde ikke angivet indkomstkilde.

## Kendte personer
- Henrik Dahl (1960-), sociolog, medlem af Folketinget for Liberal Alliance, livsstilsforsker, forfatter og samfundsdebattør. Født i Aarhus, men opvokset i Skærbæk.
- Kenneth Fabricius (1981-), fodboldspiller
- Torben Keller (1987-) bokser

- Storegade fra øst
- Skærbæk Bibliotek
- Skærbæk Realskole
- Skærbæk Uldspinderi
- Kulturhuset Emanuel
- Den fredede marskgård Hjemstedgård
- Den fredede tidligere Melby kro
- Jens P. Nissums fødehjem i Nissumsgade
- Feriebyen nord for fritidscentret
- DLGs Skærbækafdeling
- Skærbæk Eksportstald